# Выборгский приборостроительный завод
Выборгский приборостроительный завод (ВПСЗ, п/я 20) — предприятие в городе Выборге времён СССР. Существовало с 1953 по 1999 годы. Адрес: ул. Данилова, дом 15.

## История

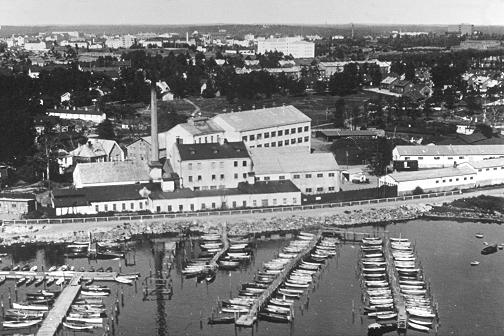
Выборгский промышленный район Хави 1930-х годах. На переднем плане корпуса завода Havi

### В Финляндии
История предприятия начинается с завода по производству мыла, который был основан в 1829 году семьей Альфтанов (Alfthan) в их усадьбе Кирьола (около современного поселка Советский). В 1839 году завод перенесён в выборгское предместье, называвшееся Хави. По месту нового расположения предприятие получило название Havi Oy Ab. Здесь производили стеарин, сальные свечи, мыло, серную кислоту. В 1863 году Альфтаны разорились и в 1866 году завод перешёл в собственность торгового дома Hackman & Ко, сохранив название. Производство стало расширять ассортимент товаров бытовой химии и косметических товаров. Завод успешно работал вплоть до советско-финской войны 1939 года. После окончания Второй мировой войны завод оказался разделён. Финское предприятие Havi по сей день выпускает свечи в местечке Рийхимяки. Мыловаренный завод в Выборге оказался на территории СССР.
В СССР
В 1940-м году Выборг попадает под контроль СССР, завод национализируется и получает название «Главпарфюмер». По итогам Великой Отечественной войны Выборг окончательно переходит под контроль СССР и завод после восстановления возобновляет работу как мыловаренное и косметическое производство. Завод выпускал мыло, свечи, кремы, духи, одеколон, стиральные порошки, клеи и изделия из пластмасс.
В 1953 году завод резко меняет сферу деятельности, прекратив выпуск бытовой химии. В его цехах создается Выборгский приборостроительный завод, известный как почтовый ящик 20 Министерства электронной промышленности СССР. Уже во второй половине 50-х годов завод приступает к серийному производству растровых электронных микроскопов. Завод также выпускал широкий спектр электронного и механического оборудования для оборонных нужд и промышленности. Например, микро-ЭВМ Электроника Т3-29.

### В Российской Федерации
После распада СССР завод остаётся без заказов основного потребителя своей продукции, Министерства обороны. В 1997 году завод объявлен банкротом, и в 1999 году его здания были распроданы разным покупателям. На территории завода фактически образовался бизнес-центр с множеством собственников и арендаторов отдельных помещений. Из них только две организации занимаются производственным бизнесом, унаследованным от приборостроительного завода. Это АО «Приборостроитель» и ООО «Трафо». Первое предприятие сохранило профиль деятельности приборостроительного предприятия, второе специализируется на изготовлении маломощных трансформаторов.